# Classe Sejong the Great
La classe Sejong the Great (Sejong il Grande, traslitterato Sejongdaewang-Ham o in Hangŭl: 세종대왕급 구축함]) è composta da tre cacciatorpediniere a vocazione antiaerea (AAW), con codice del progetto originale KDX-III (Korean Destroyer eXperimental III). Quando nel 2012 entrarono tutte in servizio, costituirono le più potenti navi da guerra della Marina sudcoreana, nonché le seconde navi al mondo per numero di pozzi di lancio verticali imbarcati.

## Storia

### Il programma KDX
All'inizio degli anni novanta, la Marina sudcoreana lanciò un ambizioso programma navale volto a sostituire gli ormai vetusti cacciatorpediniere anni 1950 di provenienza statunitense con unità più moderne. Il programma, denominato KDX, ovvero Korean Destroyer eXperimental, si suddivideva in tre fasi. La fase 1 (KDX I) avrebbe portato alla costruzione di piccoli cacciatorpediniere multiruolo, senza particolari caratteristiche rivoluzionare e destinate a piccole crociere, concretizzatisi poi nella classe Gwanggaeto the Great in servizio dal 1998. La fase 2 (KDX II) invece prevedeva una serie di unità decisamente più moderne, destinate a svolgere lunghe missioni in alto mare, con spiccate caratteristiche anti-sommergibile (ASW) nonché un discreto armamento antiaereo; tale progetto si concretizzò nei tre+tre cacciatorpediniere classe Chungmugong Yi Sun-sin, classificati peraltro come DDH (Destroyer Helicopter, cacciatorpediniere portaelicotteri), nonostante imbarchino solo due elicotteri. In realtà, se il progetto originario prevedeva sei KDX-II, all'inizio del nuovo millennio si era pensato di ridurre tale numero a tre unità e passare subito alla fase 3: motivazioni tecniche impedirono questo "balzo in avanti", consigliando la Marina e la cantieristica sudcoreana di maturare maggiore esperienza coi KDX-II, ordinando quindi una seconda serie di tre KDX-II. È da notare che le tre fasi del programma KDX prevedevano un sempre minore coinvolgimento delle industrie occidentali nei progetti: questo obiettivo è stato invece disatteso, in quanto la maggior complessità delle navi previste nelle fasi 2 e 3 ha richiesto una consulenza costante e continua di industrie e cantieri occidentali.

### Genesi dei KDX III
Per la fase 3 del programma KDX erano previsti tre cacciatorpediniere a vocazione antiaerea (AAW): venne indetta una richiesta di proposte per il sistema di combattimento, le cui più significative pervennero dall'europea Thales e dalla statunitense Lockheed Martin, incentrate rispettivamente sul radar APAR e sul radar SPY-1D. Il radar europeo era stato prescelto dalla Marina tedesca per le fregate AAW classe F-124 e dalla Marina olandese per le fregate classe De Zeven Provinciën; viceversa il sistema americano, sensore principale del sistema Aegis, vantava ovviamente l'adozione da parte della US Navy sugli incrociatori classe Ticonderoga e sui caccia classe Burke. Inoltre il sistema Aegis era stato scelto all'epoca (fine anni novanta) dalla Marina spagnola per le fregate F100 classe Álvaro de Bazán e dalla Marina giapponese per i DDG classe Kongō e classe Atago.
La scelta di Seoul si orientò quindi verso il già collaudato radar americano, adottandolo in toto con anche il sistema di combattimento Aegis: probabilmente la scelta finale fu influenzata dal legame della Corea del Sud con il governo statunitense, nonché dai forti rapporti dell'industria militare dei due Paesi, con il Paese asiatico che in passato ha sempre prodotto su licenza materiale bellico "made in USA". L'aver adottato il sistema Aegis comporta anche una scelta filosofica diversa: difatti il sistema americano usa il radar multifunzionale SPY-1D per la ricerca 3D e il tracking a media-lunga portata, mentre per la guidamissili ricorre ai radar dedicati mk-99. Viceversa il sistema tedesco-olandese APAR, come peraltro l'EMPAR italiano e il SAMPSON britannico, prevedono i suddetti radar multifunzionali per il tracciamento (tracking) e la guida dei missili sulle distanze medio-corte, affidando la ricerca 3D a un radar dedicato (SMART-L tedesco-olandesi, S1850M inglesi e italiani). La scelta "europea" è sicuramente più performante di quella americana contro gli attacchi di saturazione, ovvero molti missili antinave in arrivo da varie direzioni contro un solo obiettivo, dovuta alla maggior modernità del progetto. Peraltro il sistema Aegis ha già dimostrato una notevole capacità di difesa contro missili balistici (ATBM), importantissima per i Paesi asiatici vicini alla Cina e alla Corea del Nord, mentre per i sistemi europei tali capacità, sebbene possibili, sono ancora in via di sviluppo - principalmente rallentate dalla mancanza di fondi.

## Caratteristiche
Una volta scelto di dotare le KDX-III del sistema Aegis, fu logico ispirarsi a navi già costruite, stante anche l'incapacità progettuale dei cantieri sudcoreani nel creare autonomamente nuovi progetti militari. La scelta cadde sui collaudati Arleigh Burke (DDG-51) statunitensi, dei quali venne fatta una replica della versione Flight IIa, con alcuni cambiamenti nella disposizione degli armamenti, ma senza modifiche sostanziali. Aumentate invece sono le dimensioni, dettate soprattutto dal desiderio di imbarcare un maggior numero di armi.
I tre Sejong the Great sono quindi lunghi 165,9 m, larghi 21,4 m e hanno un dislocamento di 11.000 t a pieno carico (per confronto i valori dei Burke Flight IIa sono 154x20,4 m e 9.200 t). Presentano uno scafo a ponte continuo per l'80% della lunghezza, con una leggera insellatura che raggiunge la plancia. Quest'ultima è posta ad 1/4 della lunghezza dello scafo, posizione ideale per seguire la manovra della nave evitando percezioni errate degli ingombri durante le accostate. Sotto la plancia sono poste le quattro antenne del radar SPY-1D. I due fumaioli per le turbine a gas sono posti in asse con la nave, e sono le uniche sovrastrutture che spuntano dalla lunga tuga che prosegue fino a poppa, comprendendo anche i due hangar per gli elicotteri. Il ponte di volo è posto su un ponte più in basso di quello di coperta, e dovrebbe garantire una posizione abbastanza riparata dagli spruzzi di acqua di mare, agevolando le operazioni aeree. Il disegno complessivo della nave è fortemente stealth, con pareti inclinate al fine di riflettere le onde radar in una direzione diversa dalla sua provenienza. Non sono presenti aperture nell'opera morta fatto salvo quelle strettamente indispensabili.
La propulsione è del tipo COGAG, con quattro turbine a gas General Electric LM2500 unite a due a due e azionanti due eliche. La scelta delle LM2500, tarate per 19 MW l'una (valore invero un po' conservativo), è praticamente normale per le marine dei paesi occidentali, e dettata sia dalla grande affidabilità che dalla larghissima diffusione delle stesse, con facilità quindi a reperire parti di ricambio. La potenza complessiva per la propulsione è di 75 MW circa, per una velocità di oltre 30 nodi. A velocità di crociera l'autonomia è di circa 5.500 miglia.

## Elettronica e sistemi d'arma

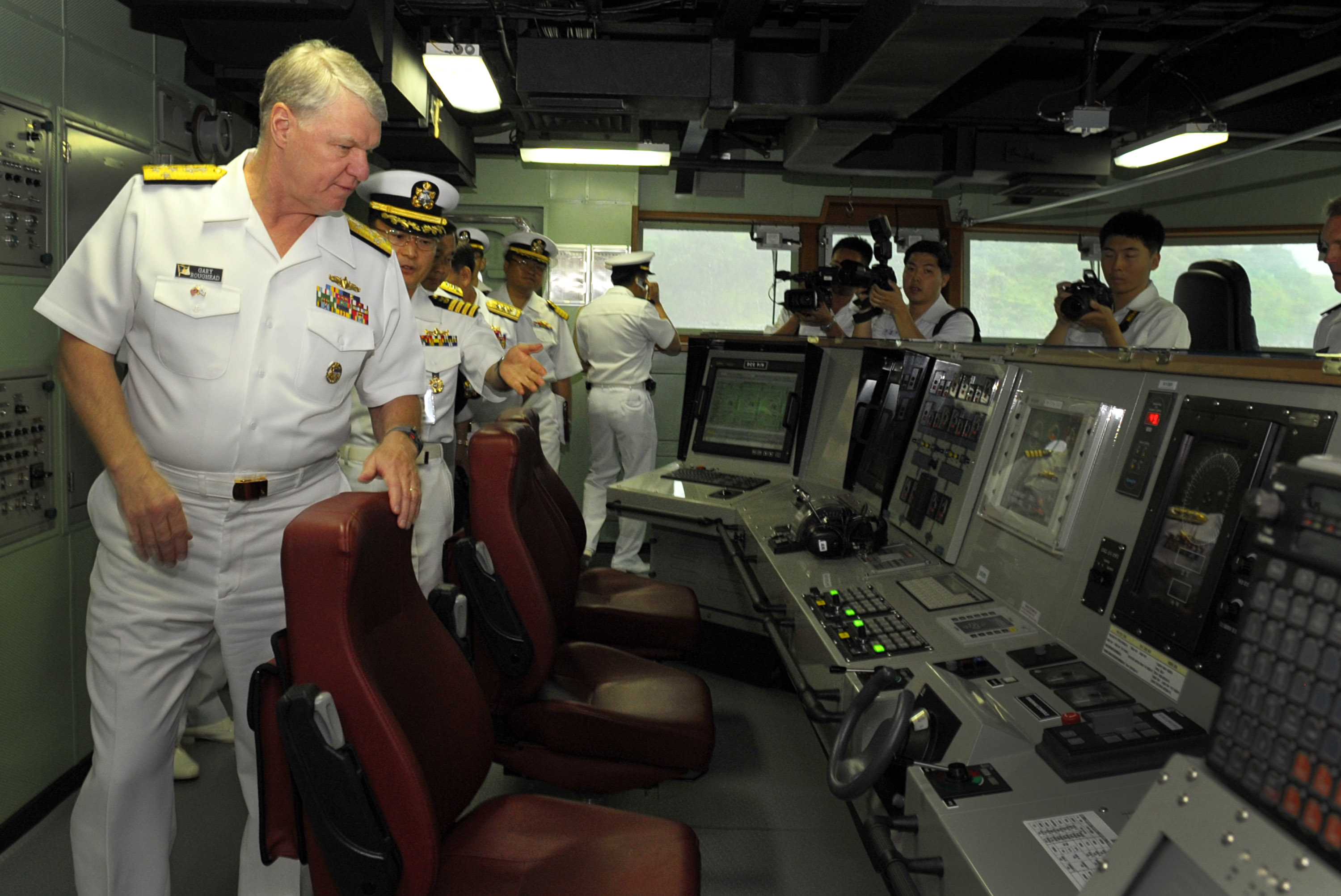
Il ponte di comando dell'unità capoclasse, durante una visita dell'ammiraglio USA Gary Roughead a Pusan.

Il sistema di combattimento è incentrato sul potente Aegis, preferito alla soluzione tedesco-olandese basata sul radar APAR. Il sistema statunitense imbarcato sui caccia si avvale del radar a quattro facce piane SPY-1D(V) (D = Destroyer, ovvero cacciatorpediniere), versione migliorata del radar SPY-1D imbarcato sulle unità F100 classe Álvaro de Bazán spagnole e sulla classe Kongō giapponese, e che è stata adottata sulle unità australiane classe Hobart e la classe Atago giapponese. Il radar SPY-1D è incaricato della ricerca volumetrica (3D) a grande distanza, mentre per la guida dei missili sono presenti tre illuminatori SPG-62 qualora si impieghino missili a guida semiattiva come gli SM-2 Block III o IV. Proprio questi ordigni, destinati alla difesa anti-missile balistico (ABM), sono la ragione d'essere di queste navi. Difatti tali missili sono il meglio che la tecnologia occidentale possa offrire in campo di difesa aerea estesa, grazie alla loro portata (ufficialmente oltre 70 km) e velocità, classificata come "oltre mach 4,5". Ovviamente tali ordigni possono dare il meglio di sé solo se guidati da radar particolarmente potenti: ecco perché i KDX-II classe Chungmugong Yi Sun-sin (dedicati al grande ammiraglio coreano Yi Sun Sin), pur imbarcando gli SM-2, sono classificati come "cacciatorpediniere portaelicotteri" (DDH). Per i missili SM-2 sono presenti 48 pozzi a lancio verticale Mk 41 a prua e 24 pozzi a poppa, in mezzo ai due hangar. Immediatamente davanti ai 24 pozzi posteriori c'è un complesso a 48 celle di concezione coreana, denominato K-VLS, per il lancio di ordigni di costruzione indigena. Può essere infatti imbarcato un mix di missili Hyunmoo III per attacco terrestre o di missili K-ASROC Red Shark antisommrgibile, questi ultimi sono una versione sudcoreana del diffuso ASROC statunitense.
Per la difesa di punto, i caccia sudcoreani ricorrono al sistema missilistico RAM posto a prua, davanti alla plancia, e di un sistema artiglieristico Goalkeeper, posto dietro al secondo fumaiolo.

## Conclusioni
La classe Sejong the Great ha rappresentato un notevole salto qualitativo per la Marina sudcoreana, dimostrando le capacità cantieristiche del paese che si propone come un importante protagonista nell'industria della difesa. D'altronde la collaborazione statunitense ha mostrato quanto siano ancora forti i legami con Washington, e determinanti per garantire lo sviluppo dell'industria sudcoreana.

## Unità
| Distintivo ottico | Nome                 | Cantiere navale                          | Impostazione | Varo             | Entrata in servizio |
| ----------------- | -------------------- | ---------------------------------------- | ------------ | ---------------- | ------------------- |
| DDG-991           | Sejong the Great     | Hyundai Heavy Industries                 |              | 25 maggio 2007   | 22 dicembre 2008    |
| DDG-992           | Yulgok Yi I          | Daewoo Shipbuilding & Marine Engineering |              | 14 novembre 2008 | 31 agosto 2010      |
| DDG-993           | Seoae Yu Seong-ryong | Hyundai Heavy Industries                 |              | 24 marzo 2011    | 30 agosto 2012      |